# Ueda
Ueda (Japans: 上田市, Ueda-shi) is een stad in de prefectuur Nagano op het Japanse eiland Honshu. De stad heeft een oppervlakte van 552 km² en had eind 2007 bijna 167.000 inwoners. In de stad ligt de Tokida-campus van de Shinshū universiteit.

## Geografie
Ueda ligt in de Japanse Alpen op een gemiddelde hoogte van 456m boven de zeespiegel. Ten noorden en ten zuiden van de stad liggen bergruggen met pieken tot 2000m. Een deel van dit gebied is nationaal park. Door de omringende bergruggen is de stad relatief droog en zonnig.
Door de stad loopt van oost naar west de Shinano rivier. De Shinano heeft talrijke zijrivieren waardoor het gebied zeer rijk is aan water en beboste berghellingen.

## Verkeer
Ueda ligt aan de shinkansen Tokio-Nagano (sinds de Olympische Winterspelen van 1998) van de East Japan Railway Company en wordt via het spoor verder bediend door de Shinano Railway Company en de Ueda Kotsu Company.
Ueda ligt aan de Jōshinetsu-autosnelweg en aan de autowegen 18, 141, 143, 144, 152, 254 en 406.

## Stedenbanden
Ueda heeft een stedenband met
- Broomfield, Colorado, Verenigde Staten (sinds 2001 een stedenband met Maruko)
- Ningbo, China (sinds 1995 een stedenband met het oude Ueda)
- Davos, Graubünden, Zwitserland (sinds 1976 een stedenband met Sanada)

## Bezienswaardigheden
- museum Mugonkan (1997) - museum voor schilderkunst
- openluchtmuseum Utsukushigahara (1981) - sculpturen tentoongesteld in de open lucht midden in de natuur op een hooggelegen plateau
- Bessho onsen - klein kuuroord met meerdere tempels uit de 12e tot 14e eeuw
- schrijn Ikushimatarushima (shinto)

## Bekende persoonlijkheden
- Sanada Yukimura, samoerai

## Aangrenzende steden
- Nagano
- Matsumoto
- Suzaka
- Chikuma
- Tōmi